# Rhyacotriton cascadae
Rhyacotriton cascadae (tên tiếng Anh: Cascade Torrent Salamander) là một loài kỳ giông thuộc họ Rhyacotritonidae.
Đây là loài đặc hữu của Tây Bắc Thái Bình Dương của Bắc Mỹ.
Môi trường sống tự nhiên của chúng là rừng ôn đới, sông ngòi, và suối nước ngọt.
Chúng hiện đang bị đe dọa vì mất môi trường sống.